# Домашние фильмы
Домашние фильмы (англ. Home Movies) — независимый фильм 1979 года режиссёра Брайана Де Пальмы с Кирком Дугласом, Нэнси Аллен, Винсентом Гарденией, Китом Гордоном, Терезой Салдана и Герритом Грэмом в главных ролях.
Де Пальма преподавал кино в своей альма-матер — колледже Сары Лоуренс и задумал этот проект как практическое упражнение для своих студентов. На них были возложены основные обязанности по сбору денег, составлению графика съёмок и монтажу фильма, и всё это под руководством Де Пальмы. Многие из этих студентов, такие как Гилберт Адлер, Сэм Ирвин и Чарли Ловенталь, сделали собственную долгую карьеру, продюсируя и режиссируя фильмы.
Кирк Дуглас играет инструктора по кино, по образцу самого режиссёра. Кит Гордон — один из его учеников, который снимает на видео всё, что происходит дома. Многие события, происходящие с персонажем Гордона, были созданы по образцу событий из подросткового возраста Де Пальмы, в частности, соперничества с более любимым братом, матерью, склонной к драматическим вспышкам, и развратным отцом.

## В ролях
- Кирк Дуглас — Маэстро
- Винсент Гардения — доктор Берд
- Нэнси Аллен — Кристина
- Кит Гордон — Денис Берд
- Геррит Грэм — Джеймс Берд
- Тереза Салдана — Джуди

## Критика
Фернандо Ф. Кроче из журнала «Slant Magazine» присвоил фильму три звезды из четырёх.